# Lhoty u Potštejna
Lhoty u Potštejna là một làng thuộc huyện Rychnov nad Kněžnou, vùng Královéhradecký, Cộng hòa Séc.